# Ivaïlo Moskovski
Ivaïlo Moskovski (Ивайло Московски, en bulgare), né le 19 juillet 1972 à Pleven, est un homme politique bulgare, membre des Citoyens pour le développement européen de la Bulgarie (GERB). Il est ministre des Transports de la Bulgarie entre le 7 novembre 2014 et le 27 janvier 2017, et depuis le 4 mai 2017.

## Biographie

### Formation et vie professionnelle
Il est diplômé en gestion financière, de l'académie des sciences économiques, et en finances publiques, de l'université d'économie nationale et internationale. Il a été directeur général ou commercial de diverses entreprises entre 1999 et 2009.

### Engagement politique
Nommé vice-ministre des Transports, chargé des Projets et programmes européens et de la Coopération euro-atlantique le 3 août 2009, il devient ministre des Transports, des Technologies de l'information et des Communications le 18 mai 2011, en remplacement d'Alexander Tsvetkov. Il est remplacé, le 12 mars 2013, par Kristian Krastev.
Le 7 novembre 2014, il est rappelé pour exercer ces fonctions dans le gouvernement de coalition constitué par le conservateur Boïko Borissov.